# Ulster Trophy 1950
L'Ulster Trophy 1950 è stata una gara di Formula 1 extra-campionato tenutasi il 12 agosto 1950 sul Circuito di Dundrod, a Dundrod, in Irlanda del Nord. La corsa è stata vinta da Peter Whitehead su Ferrari 125.

## Qualifiche

### Risultati

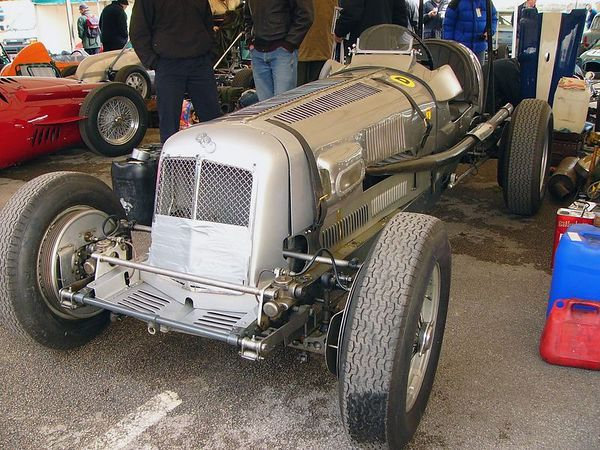
La vettura Era Tipo B.

| 1ª Fila | 3 Pos.           |            | 2 Pos.            |            | 1 Pos.            |
|         | Shawe-Taylor ERA |            | Whitehead Ferrari |            | Cuth Harrison ERA |
| 2ª Fila |                  | 5 Pos.     |                   | 4 Pos.     |                   |
|         |                  | Kelly Alta |                   | Gerard ERA |                   |
| 3ª Fila | 8 Pos.           |            | 7 Pos.            |            | 6 Pos.            |
|         | Crossley Alta    |            | Allard            |            | Large Maserati    |
| 4ª Fila |                  |            |                   | 9 Pos.     |                   |
|         |                  |            |                   | Baird MG   |                   |

## Gara

### Risultati
| Pos | Nr | Pilota             | Vettura         | Giri | Tempo/Ritiro |
| --- | -- | ------------------ | --------------- | ---- | ------------ |
| 1   | 14 | Peter Whitehead    | Ferrari 125     | 15   | 1h19'09.0    |
| 2   | 1  | Bob Gerard         | ERA Tipo B      | 15   | + 6.0        |
| 3   | 2  | Cuth Harrison      | ERA Tipo B      | 15   | + 1:15.0     |
| 4   | 8  | Joe Kelly          | Alta GP-3       | 14   | + 1 giro     |
| 5   | 9  | Torrie Large       | Maserati 6CM    | 14   | + 1 giro     |
| Rit | 3  | Sidney Allard      | Allard J2-Steyr | 9    | Guarnizione  |
| Rit | 4  | Bobbie Baird       | MG R            | 7    | Incidente    |
| Rit | 12 | Brian Shawe-Taylor | ERA Tipo B      | 5    | Magnete      |
| Rit | 6  | Geoff Crossley     | Alta GP-2       | 4    | Magnete      |